# Bezpečnost
Bezpečnost je ochrana systému před hrozbami a riziky. Může se například jednat o systém společenský, technický či přírodní. Zvyšování bezpečnosti vyžaduje náklady jí věnované, které potom nebudou investovány jinam, a často vede k snižování spolehlivosti systému či omezování svobod. Konkrétně o rozhodování mezi bezpečností a svobodou řekl Benjamin Fanklin: „Ti, kteří by se vzdali neodmyslitelných svobod k získání trochy dočasné bezpečnosti, si nezaslouží svobodu ani bezpečnost.“

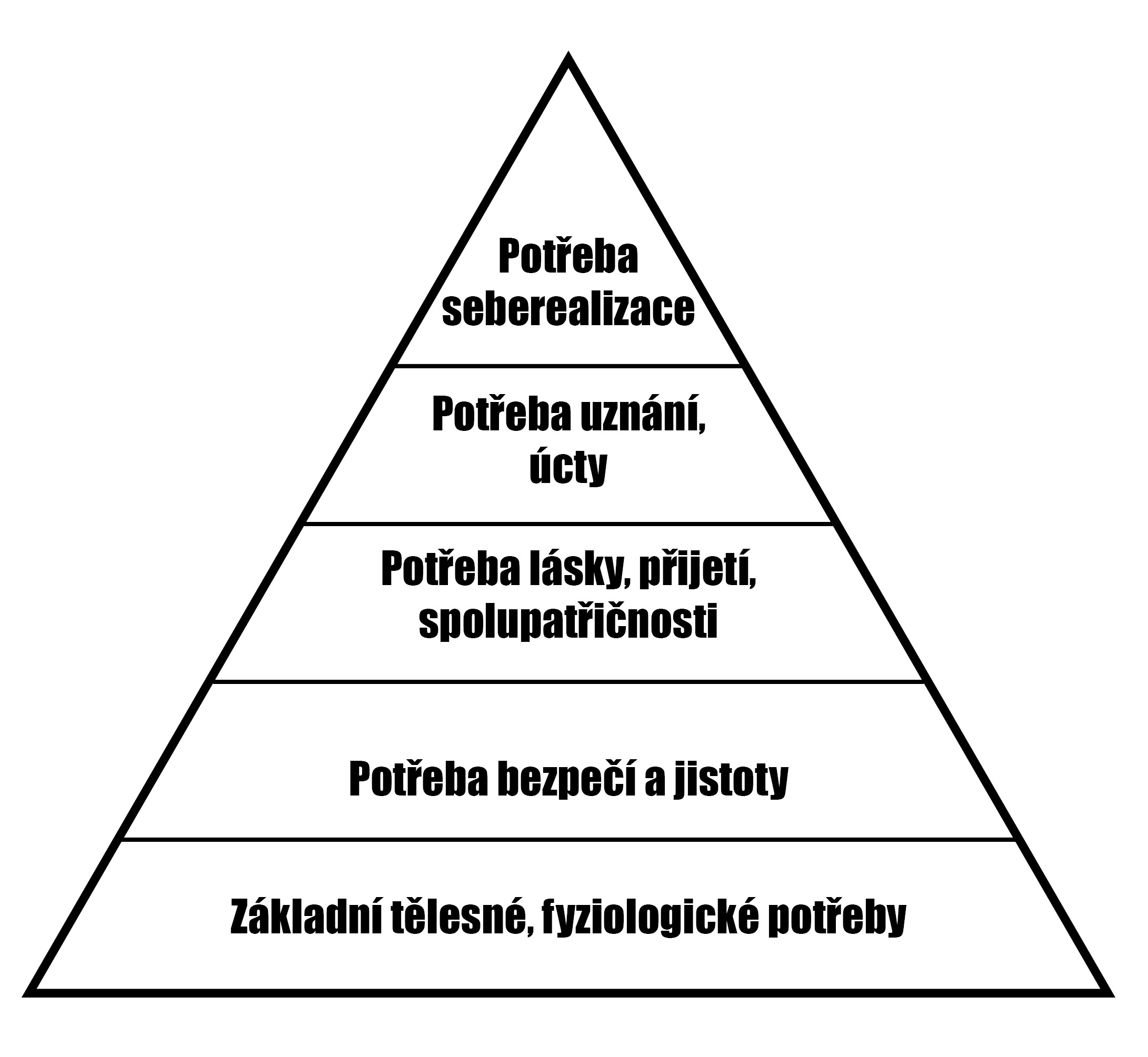
Maslowova pyramida lidských potřeb

Bezpečnost je zařazena v Maslowově hierarchii lidských potřeb, která se člení na pět stupňů. Potřeba bezpečí stojí na druhém místě, hned po fyziologických potřebách, do kterých se řadí např.: potřeba potravy, spánku, tepla atd.
Rozeznáváme bezpečnost jednotlivce, rodiny, státu, až po bezpečnost celé lidské společnosti.
V rámci bezpečnosti se vymezují dva základní pojmy, a to bezpečnost a bezpečí. Bezpečí se vztahuje k samotnému jedinci a bezpečnost má spíše skupinový charakter, tzn. bezpečnost skupiny lidí.
Bezpečnost v širším pojetí znamená eliminace nežádoucích stavů. Mezi nežádoucí stavy se mimo jiné řadí hrozba a riziko. I přes to, že tyto dva termíny mají zcela odlišný charakter, tak jsou spolu úzce spojeny a vzájemně se doplňují. Hrozba má objektivní povahu. Hrozba účinkuje vždy nezávisle na prostoru, kde vystupuje. Zatímco riziko má objektivní povahu a je spojeno s rozhodováním subjektů, kteří jsou vystaveni určité hrozbě. 
Hrozbě mohou být vystaveny všechny oblasti lidského života. Mezi ty nejčastěji ohrožované oblasti patří zdraví, ekonomika, kultura, vzdělávání atd. 
Bezpečnost je implementována v několika různorodých okruzích, jako je například finanční bezpečnost, sociální zabezpečení, vojenská a národní bezpečnost, mezinárodní vztahy, ochrana životního prostředí atd. 

## Etymologie
Slovo je odvozeno od slova péče (staročesky a staroslověnsky pečalь) ve významu starost – bez péče = bez starosti, bez útrap.
Angličtina používá jemnější významy safety a security.

## Typy a příklady bezpečnosti
- zdraví: Bezpečnost a ochrana zdraví při práci, Evropská agentura pro bezpečnost a ochranu zdraví při práci, BESIP
- v průmyslu: bezpečnost potravin, energetická bezpečnost, Státní úřad pro jadernou bezpečnost, požární bezpečnost staveb
- v informatice: informační bezpečnost, bezpečnost na internetu, počítačová bezpečnost, nepodmíněná bezpečnost, standardy kybernetické bezpečnosti
- v politice: Národní bezpečnostní úřad, Rada bezpečnosti OSN, Organizace pro bezpečnost a spolupráci v Evropě, Státní bezpečnost, Federální služba bezpečnosti
- v ČSSR existovala veřejná bezpečnost (VB) a státní bezpečnost (StB).

## Zajišťování bezpečnosti
Mezi základní povinnosti každého státu patří zajišťování bezpečnosti. 
Hlavní prioritou každého státu v oblasti bezpečnosti je, aby byl stát schopen si zachovat své území, hodnoty a kvalitu života obyvatel daného státu. 
Podle Ústavního zákona o Bezpečnosti České republiky č. 2, odst. 1 „je-li bezprostředně ohrožena svrchovanost, územní celistvost, demokratické základy České republiky nebo ve značném rozsahu vnitřní pořádek a bezpečnost, životy a zdraví, majetkové hodnoty nebo životní prostředí anebo je-li třeba plnit mezinárodní závazky o společné obraně, může se vyhlásit podle intenzity, územního rozsahu a charakteru situace nouzový stav, stav ohrožení státu nebo válečný stav“. 
Na zajišťování bezpečnosti a na dohledu, zda je bezpečnost dodržována, se účastní v České republice hned několik složek státu. Níže jsou uvedeny pouze některé.
Mezi hlavní složky bezpečnostního systému České republiky se řadí Ozbrojené síly České republiky a Integrovaný záchranný systém.
Primárním cílem ozbrojených sil je zajišťovat obranu státu. Ozbrojené síly se dále člení na:
- Armádu ČR,
- Vojenskou policii,
- Vojenské zpravodajství,
- Vojenskou kancelář prezidenta republiky a Hradní stráž.

Mezi významné komponenty Integrovaného záchranného systému zajišťující bezpečnost patří:
- Hasičský záchranný sbor České republiky,
- Zdravotnická záchranná služba,
- Policie České republiky,
- Obecní policie
- a další.[5]

Další skupinou, která se podílí na zajišťování bezpečnosti jsou Bezpečnostní sbory ČR. Mezi tyto složky patří Vězeňská služba České republiky, Celní správa České republiky, Generální inspekce bezpečnostních zdrojů a spoustu dalších. 

## Rozdělení bezpečnosti
Bezpečnost se rozlišuje na dvě základní hlediska, a to bezpečnost vnitřní a vnější. Mezi vnitřní a vnější bezpečnostní neexistuje jasná hranice, jelikož tyto dvě odvětví bezpečnosti spolu úzce souvisí a prolínají se.
Vnitřní bezpečnost v rámci státu zabezpečuje vnitřní pořádek, dále se zabývá ochranou životů, zdraví a majetku osob žijící na území daného státu, zajišťuje zachování vnitřních funkcí a demokratických základů státu a chrání životní prostředí před hrozbami pocházející z území státu.
Stát v oblasti vnější bezpečnosti obstarává nedotknutelnost hranic státu, chrání nezávislost, územní celistvost a svrchovanost státu. Na vnější bezpečnost státu mají také vliv vztahy (ekonomické, politické, vojenské) mezi jednotlivými státy. 